# Oplodontha circumscripta
Oplodontha circumscripta är en tvåvingeart som beskrevs av Mario Bezzi 1908. Oplodontha circumscripta ingår i släktet Oplodontha och familjen vapenflugor. Inga underarter finns listade i Catalogue of Life.